# Liste der Baudenkmale in Neiße-Malxetal
In der Liste der Baudenkmale in Neiße-Malxetal sind alle Baudenkmale der brandenburgischen Gemeinde Neiße-Malxetal und ihrer Ortsteile aufgelistet. Grundlage ist die Veröffentlichung der Landesdenkmalliste mit dem Stand vom 31. Dezember 2021. Die Bodendenkmale sind in der Liste der Bodendenkmale in Neiße-Malxetal aufgeführt.

## Baudenkmale in den Ortsteilen
In den Spalten befinden sich folgende Informationen:
- ID-Nr.: Die Nummer wird vom Brandenburgischen Landesamt für Denkmalpflege vergeben. Ein Link hinter der Nummer führt zum Eintrag über das Denkmal in der Denkmaldatenbank. In dieser Spalte kann sich zusätzlich das Wort Wikidata befinden, der entsprechende Link führt zu Angaben zu diesem Denkmal bei Wikidata.
- Lage: die Adresse des Denkmales und die geographischen Koordinaten. Link zu einem Kartenansichtstool, um Koordinaten zu setzen. In der Kartenansicht sind Denkmale ohne Koordinaten mit einem roten beziehungsweise orangen Marker dargestellt und können in der Karte gesetzt werden. Denkmale ohne Bild sind mit einem blauen bzw. roten Marker gekennzeichnet, Denkmale mit Bild mit einem grünen beziehungsweise orangen Marker.
- Bezeichnung: Bezeichnung in den offiziellen Listen des Brandenburgischen Landesamtes für Denkmalpflege. Ein Link hinter der Bezeichnung führt zum Wikipedia-Artikel über das Denkmal.
- Beschreibung: die Beschreibung des Denkmales
- Bild: ein Bild des Denkmales und gegebenenfalls einen Link zu weiteren Fotos des Baudenkmals im Medienarchiv Wikimedia Commons

### Gosda II
| ID-Nr.   | Lage                     | Bezeichnung | Beschreibung | Bild       |
| -------- | ------------------------ | ----------- | ------------ | ---------- |
| 09125432 | Hauptstraße 16 (Lage)    | Herrenhaus  |              | Herrenhaus |
| 09125349 | Jocksdorfer Weg 2 (Lage) | Wohnhaus    |              | BW         |

### Groß Kölzig
| ID-Nr.   | Lage                | Bezeichnung                                             | Beschreibung | Bild       |
| -------- | ------------------- | ------------------------------------------------------- | --- | ---------- |
| 09125006 | Dorfplatz 3 (Lage)  | Wohnhaus und Stallgebäude                               | | BW         |
| 09126243 | Dorfplatz 9 (Lage)  | Pfarrgehöft, bestehend aus Pfarrhaus, Scheune und Stall | | BW         |
| 09125132 | Dorfplatz 9a (Lage) | Dorfkirche                                              | Die evangelische Kirche St. Marien ist ein spätgotischer Bau. Der Turm wurde 1879 hinzugefügt. Im Inneren stammt der Altar aus dem Ende des 17. Jahrhunderts, der Altaraufsatz ist aus dem Jahre 1785. In der Predella befindet sich ein Bild des Abendmahles. Die Kanzel ist aus der Zeit Anfang des 18. Jahrhunderts. | Dorfkirche |

### Jerischke
| ID-Nr.   | Lage                 | Bezeichnung | Beschreibung | Bild |
| -------- | -------------------- | ----------- | ------------ | ---- |
| 09125194 | Dorfstraße 28 (Lage) | Wohnhaus    |              | BW   |

### Jocksdorf
| ID-Nr.   | Lage              | Bezeichnung                | Beschreibung | Bild                       |
| -------- | ----------------- | -------------------------- | --- | -------------------------- |
| 09125195 | Dorfstraße (Lage) | Sowjetischer Ehrenfriedhof | Das Denkmal wurde nach 1945 für die zum Ende des Zweiten Weltkriegs um Jocksdorf gefallenen sowjetischen Soldaten errichtet. Die russische Inschrift auf der Stele lautet übersetzt: „Ewiger Ruhm den Helden, gefallen im Kampf für Freiheit und Unabhängigkeit der sowjetischen Heimat“. | Sowjetischer Ehrenfriedhof |

### Preschen
| ID-Nr.            | Lage                    | Bezeichnung     | Beschreibung | Bild |
| ----------------- | ----------------------- | --------------- | --- | ---- |
| 09125243 Wikidata | Dorfstraße 9, 9a (Lage) | Valentinskirche | Die evangelische Kirche St. Valentin ist eine ehemalige Wallfahrtskirche. Es ist ein spätgotischer Bau aus Raseneisenstein. Im Inneren im Ostteil befinden sich Wandmalereien aus dem 15. Jahrhundert. Diese zeigen unter anderem Szenen aus dem Leben Christi. | BW   |